# Українська література у портретах і довідках: Давня література — література XIX ст.
Українська література у портретах і довідках: Давня література — література XIX ст. — довідник, що вийшов 2000 року у Київському видавництві «Либідь». Охоплює історію українського письменства від найдавніших часів до початку XX століття.

## Вміст
Довідник містить характеристику творчості понад 200 українських письменників і фольклористів. Вміщено також статті про основні культурно-історичні епохи, літературні напрями, стилі, течії, школи, жанри, важливі періодичні видання, творчі організації, угруповання, визначні пам'ятки українського письменства, творені як на теренах України, так і за її межами.
Статті розміщені за абеткою, дати подані за новим стилем.

## Автори
Довідник підготували співробітники відділу української літератури Інституту українознавства при Київському національному університеті імені Тараса Шевченка у співпраці з науковцями Інституту літератури імені Тараса Шевченка НАН України, літературознавчою громадськістю України та вченими з Австралії, Канади, Росії, Словаччини, США і Франції.
До редакційної колегії довідника увійшли: С. П. Денисюк, В. Г. Дончик, П. П. Кононенко, Р. В. Мовчан, В. Ф. Погребенник, А. Г. Погрібний, В. О. Шевчук.
Зарубіжні автори матеріалів довідника:
- проф. М. Павлишин, проф. Г. Кошарська (Австралія),
- акад. Л. Рудницький, акад. Є. Федоренко, проф. Д. Штогрин (США),
- проф. М. Шкандрій, проф. Р. Смирнів (Канада),
- проф. М. Бойцун, проф. Г. Дінглі (Велика Британія),
- проф. В. Коптілов (Франція),
- проф. С. Козак (Польща),
- проф. Л. Терзійська (Болгарія),
- проф. Ю. Бача (Словаччина),
- проф. М. Роман, проф. М. Мушинка (Чехія),
- проф. В. Ідзьо (Росія),
- акад. О. Попович (Молдова),
- проф. О. Баканідзе (Грузія),
- проф. К. Накаї (Японія),
- проф. В. Рагойша (Білорусь),

Теодосій та Анастасія Онуферки (США) надали українознавчу літературу та фінансову підтримку.